# Edward Kennedy jr.

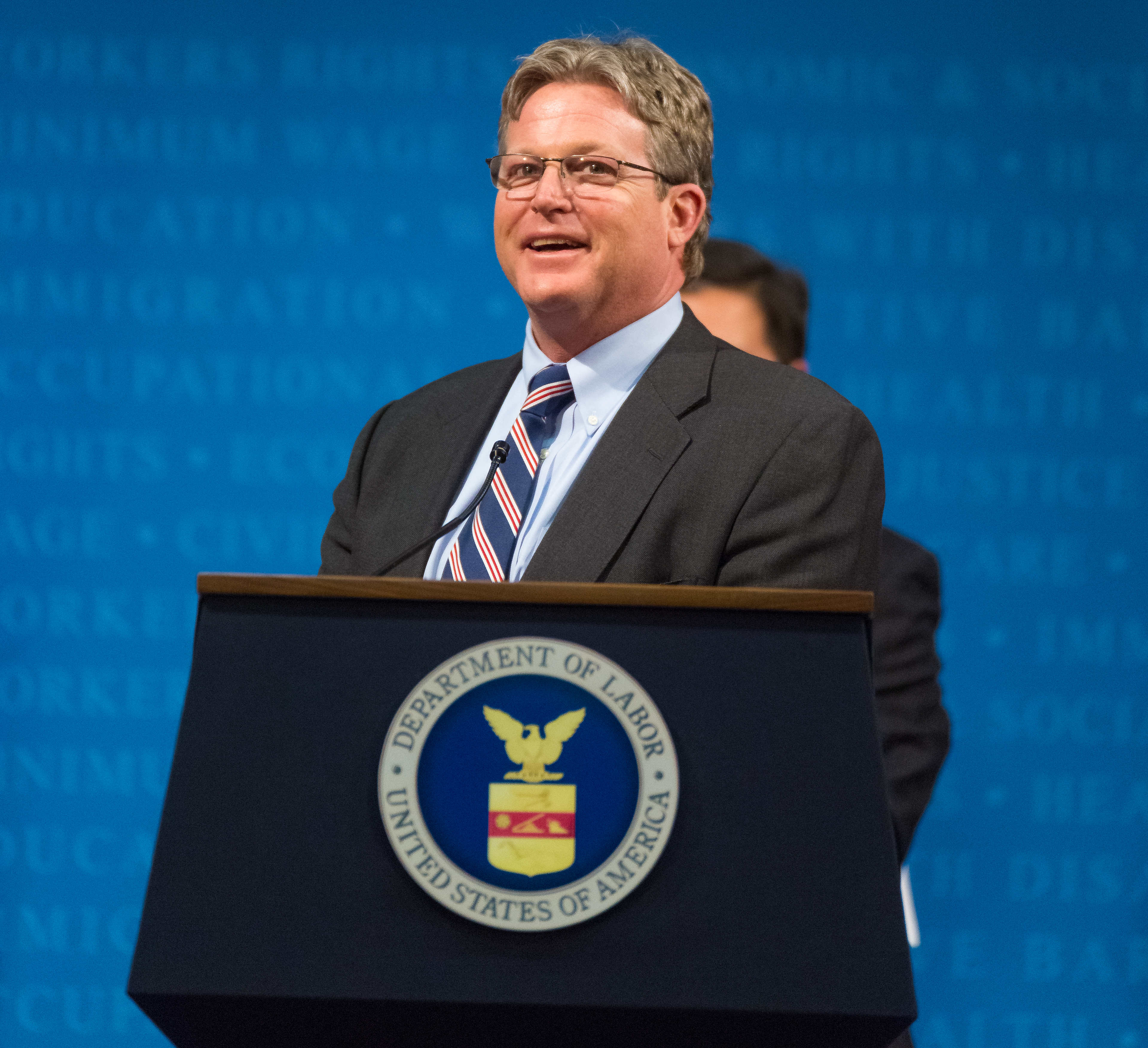
Edward Kennedy jr. in 2015

Edward Moore (Ted) Kennedy jr. (Boston (Massachusetts), 26 september 1961) is een Amerikaanse jurist. Hij is de oudste zoon van senator Ted Kennedy en Virginia Joan Bennett.
In 1973 werd er kanker ontdekt in zijn been, dat geamputeerd werd. Op dezelfde dag van zijn operatie gaf zijn vader Ted zijn nicht Kathleen weg op haar bruiloft, daarna snelde hij naar het ziekenhuis. In 1986 werd de tv-film The Ted Kennedy Jr. Story gemaakt die zich op dit gebeuren in het leven van de jongen concentreerde.
Hij studeerde aan de Wesleyan universiteit, aan Yale en aan de University of Connecticut School of Law. Nadat hij afgestudeerd was, specialiseerde hij zich bij het bedrijf Wiggin & Dana in invalidegevallen. Kennedy is medeoprichter en voorzitter van de Marwood Group, een zakelijk bedrijf.
Op 9 november 1993 trouwde hij met Katherine Anne (Kiki) Gershman. Ze kregen een dochter, Kiley Elizabeth Kennedy (geboren op 7 augustus 1994) en een zoon, Edward Moore Kennedy III (geboren op 25 februari 1998).
Zijn naam circuleerde in december 2005 als mogelijk tegenstander voor senator Joe Lieberman.
Op 10 mei 2007 verscheen in de krant dat volgens Patrick Kennedy, zijn broer Edward jr. oogde op een plaatsje in het Amerikaans congres voor Connecticut.